# 新御堂筋

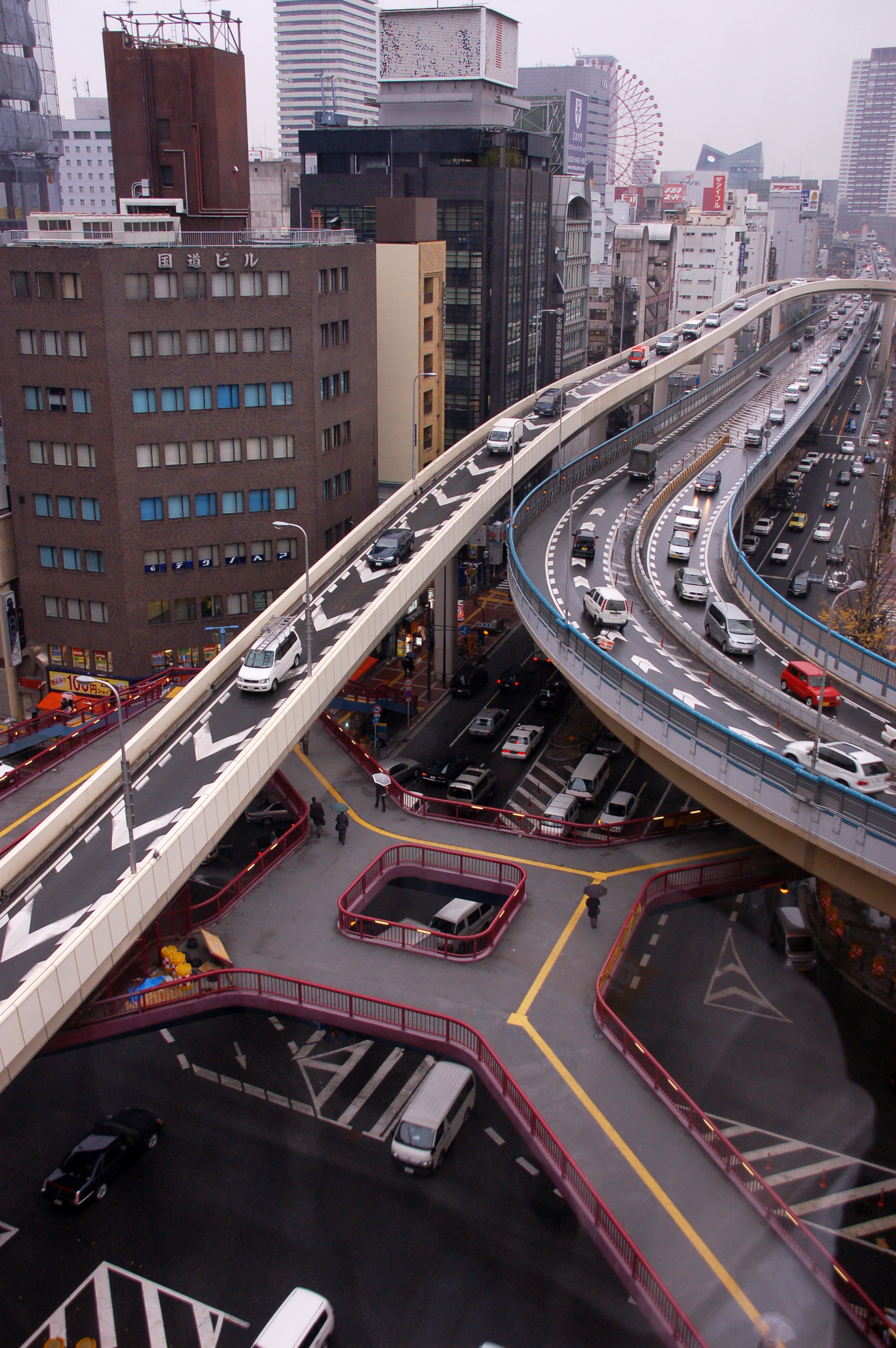
新御堂筋（梅新東交差点付近）
奥から手前に伸びる道路が梅新南オフランプである。

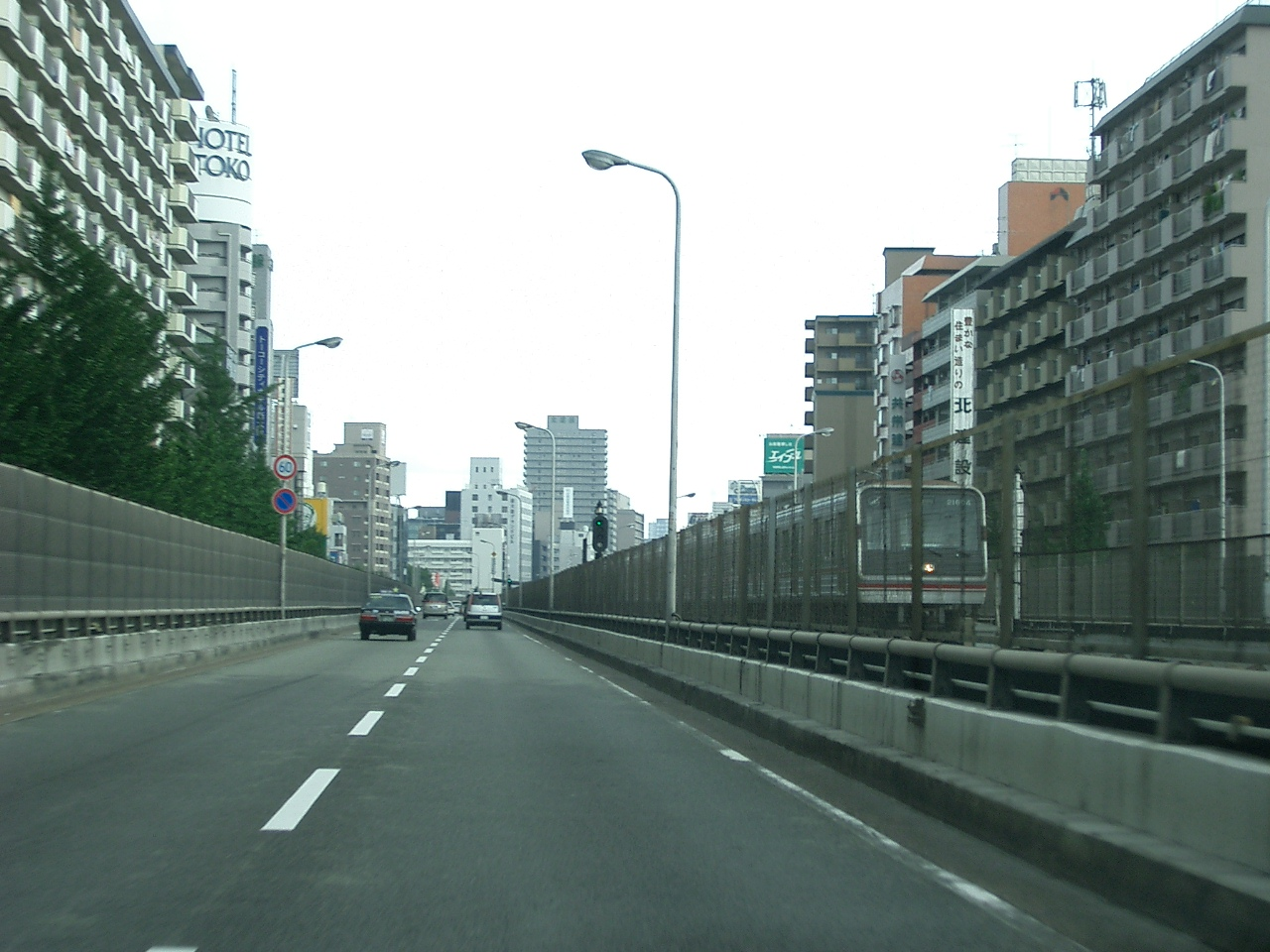
新御堂筋
江坂駅→東三国駅間（大阪市淀川区東三国付近）

新御堂筋（しんみどうすじ）は、大阪府の北部を南北に貫く幹線道路（国道423号）、地域高規格道路であり、北摂地区の大動脈である。

## 概要
全国屈指の交通量を誇る道路であり、西日本では首位。新御堂（しんみどう）、新御（しんみ）と略される。陸上距離は大阪市北区西天満 - 箕面市白島までが最長距離で16.22kmである。上り線も同様である。
大阪市内の幹線道路は筋もしくは通で呼ぶ慣例（大阪市内の筋・通一覧を参照）があるが、大阪市外の区間も含めて呼ばれている唯一の例である（中央大通も東大阪市の区間でも呼ばれることがあるが、正式に表記されていない）。

## 歴史

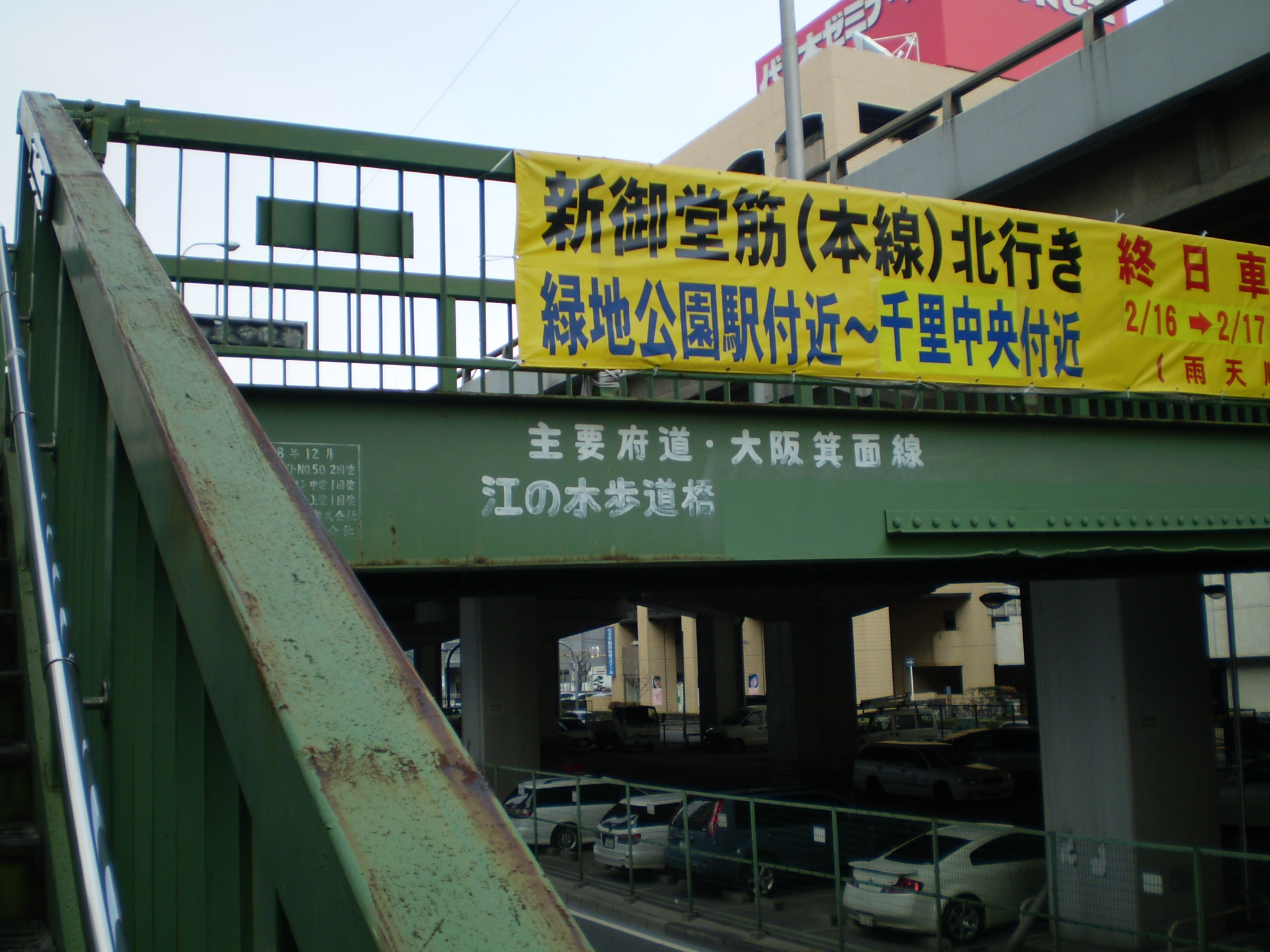
府道表示の残る歩道橋
吹田市内（2008年2月）

構想自体は現在の御堂筋がまだ完成していない時点からあり、1926年の高速鉄道（地下鉄）計画では御堂筋線が榎阪（現在の江坂）付近まで予定され、1932年（昭和7年）の大阪市第二次都市計画事業の中では「北野豊津線」という路線が予定されていた。戦前の時点では新淀川に架ける新淀川大橋の地下鉄部分の橋脚が完成していたが、資金難と太平洋戦争勃発で工事は中止。戦後の1961年（昭和36年）に東海道新幹線の終点が工事計画地上の新大阪駅に決定したのに伴い工事が再開。1964年（昭和39年）にまず地下鉄部分と、新淀川大橋の上流部分（南行車線）が開通。新淀川大橋の残りの下流部分（北行車線）が1970年（昭和45年）の大阪万博開催前の1969年（昭和44年）に供用開始。大阪市（国道1号交点）から千里ニュータウンを経由し箕面市萱野（国道171号交点）を結ぶ大阪府道大阪箕面線が全面開通した。
1982年（昭和57年）4月1日、国道423号に昇格した。その後、国道423号は、大阪府道9号箕面池田線交点（白島）まで延伸され、2007年5月30日には箕面有料道路（箕面グリーンロード）も開通したが、通称名としての「新御堂筋」としては、どの部分までを指すか、統一された認識は定まっていない。箕面有料道路が開通後は、白島2丁目交差点から北の本線（有料道路）部分は掘割となっている。また白島2丁目交差点は「白島南ランプ」として立体交差化される計画がある。（坊島4丁目交差点～大阪府道9号箕面池田線交点（白島）間は、1999年（平成11年）5月14日までは、大阪府道9号箕面池田線の「支線」として位置付けされていた）。
2003年（平成15年）3月、梅新南オフランプ完成。従来は大阪市内中心部への出口は起点部の南森町ランプ（西天満交差点）と梅新ランプしかなく、御堂筋（国道25号・26号）に流入するには梅新ランプを降りて国道1号梅新東交差点の信号を越えなければならなかった。この為に朝夕の渋滞時には新淀川大橋を超える渋滞もしばしばであった。この為に梅新東交差点をオーバーパスすることが検討され建設されるに及んだ。この新御堂筋 - 御堂筋直結オフランプの完成・供用開始は大阪市内中心部行の渋滞緩和に大きく寄与している。
開通当初から、渋滞緩和と大気汚染防止の観点から日曜日と祝日を除いた午前9時 - 午後7時までの間は、新淀川大橋以南は大型車の通行が禁止されていたが、2005年（平成17年）8月29日より観光バスに限って通行規制が解除されることになった。

## 構造

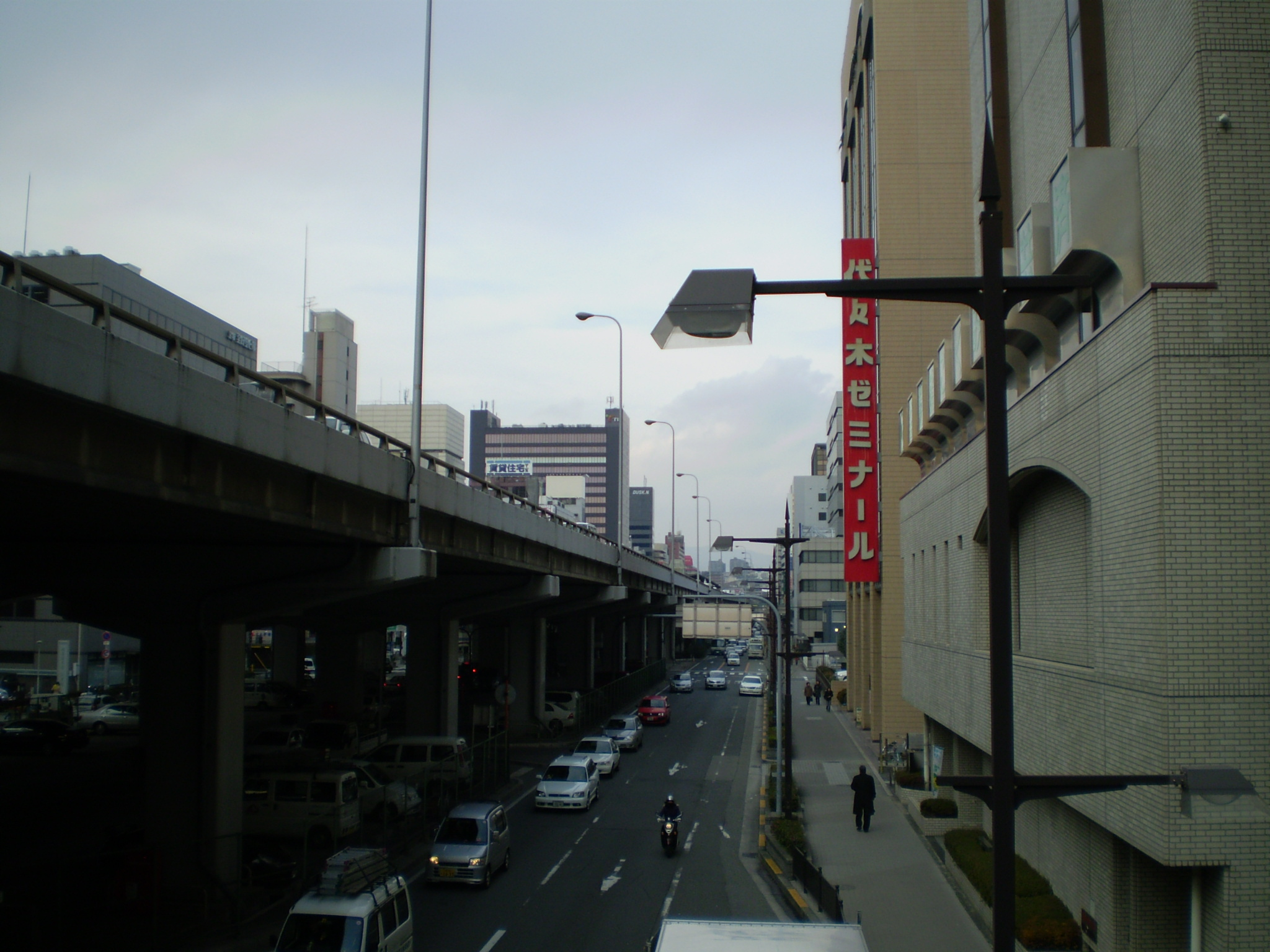
新御堂筋側道
江坂駅→東三国駅間（吹田市広芝町付近）

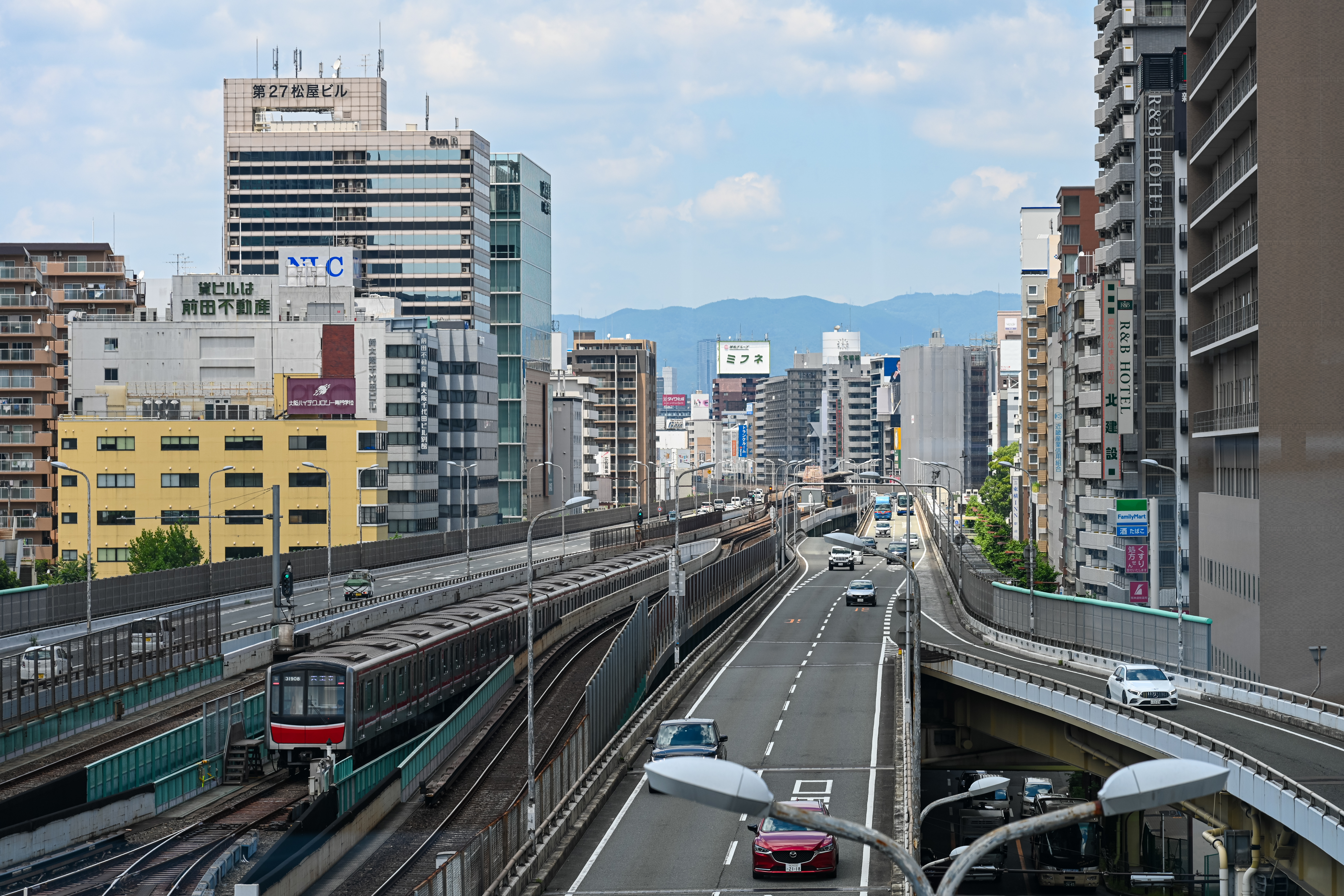
新大阪から見た新御堂筋。奥に東三国駅がある。

豊崎（新淀川大橋）から千里インターまでの区間、Osaka Metro御堂筋線および北大阪急行電鉄南北線を上下線で挟む構造。起点から箕面市坊島4丁目交差点までの間は本線:上下2車線、側道:上下2車線の合わせて上下4車線である。この本線部と交差道路とはすべて掘割または高架で通過するので信号機はない。
自動車専用道路ではないが、本線上は原付（原付二種は走行可能である）や軽車両、歩行者の通行を規制している。橋梁など一部区間のみ原付や軽車両の通行は許可されている（当該区間は流出入の関係で側道の扱いになっていないため）。
ほぼ全区間の本線部分は高架部分が多く、上下2車線ずつだと交通量に比して明らかに道幅が狭い。本線上と側道側との車速に違いが大きすぎ合流・離反に困難をきたし、その為に交通量が増す平日の朝夕にはしばしば渋滞が発生している（特に千里インター - 神崎川橋梁部間）。ラジオの道路交通情報では千里インター（千里中央）から梅新東まで通常は所要時間20分と放送しているが、渋滞時は1時間以上と放送することもしばしばあった。また側道から本線への合流地点の一部（神崎川以北など）では、加速車線がほとんど無いため非常に危険で、事故も頻繁に発生する。非常駐車帯も路肩の余剰スペースもほとんど無いため、事故で車線が塞がれるとまもなく渋滞が発生する。当初、計画段階から千里ニュータウン・大阪北部地域と大阪市内中心部を結ぶ前提で計画されていたことにより、神崎川橋梁部-緑地公園駅間は本線に流出入することができず、その後、江坂駅周辺や緑地公園駅周辺が開発されてからは、さらに流出入の車両が増えたため、本線は半ばオーバーフロー状態となっている。
かつて名神高速道路のアンダーパス部に信号機があった。この本線区間は地上部を側道部と並行して走行しており、地域住民の往来が分断されるので歩行者用の信号機が設置されていた。しかし千里丘陵部と江坂高架部の谷間に当たり見通しが悪く、速度も出ている区間なのでしばしば信号が見落とされ死亡事故が多発したため、信号機・横断歩道は廃止され、歩行者用横断高架橋が設置された。
バイクのすり抜け事故が多いため、陸橋からの目視検挙や白バイによる取締りを行っている。

## インターチェンジなど

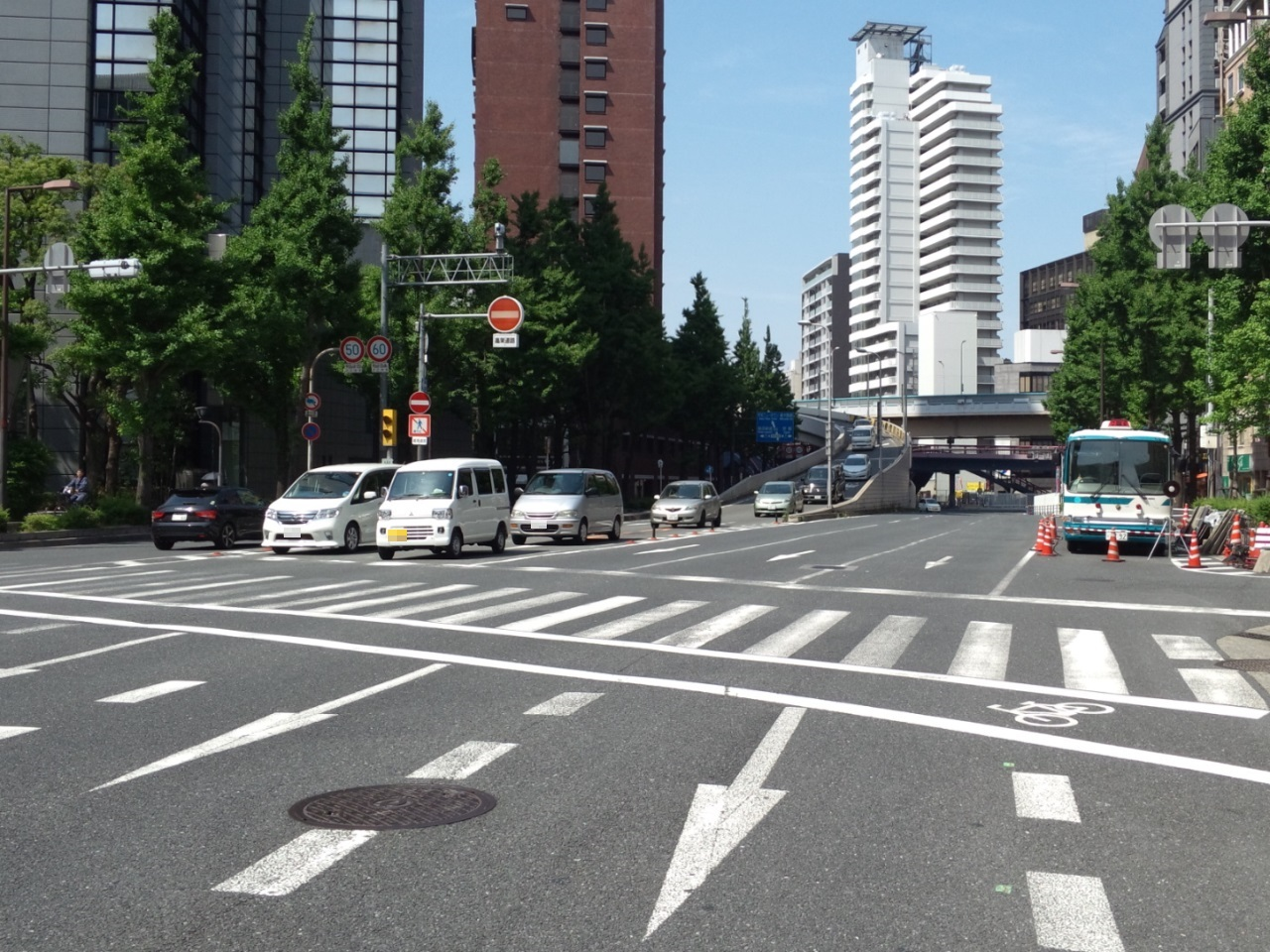
梅新南ランプ

- 全線大阪府内に所在。

| 施設名                                 | 接続路線名等                        | 備考 | 所在地 | 所在地 |
| -------------------------------------- | ----------------------------------- | --- | ------ | ------ |
| 南森町ランプ                           | 国道1号                             | 箕面方面からの出入口 | 大阪市 | 北区   |
| 梅新南ランプ                           | 国道25号・26号                      | 箕面方面からの出口 | 大阪市 | 北区   |
| 梅田新道ランプ                         | 国道1号                             | 箕面方面出入口 | 大阪市 | 北区   |
| 茶屋町ランプ                           |                                     | 箕面方面からの出口 | 大阪市 | 北区   |
| 豊崎ランプ                             |                                     | 箕面方面出入口 | 大阪市 | 北区   |
| 豊崎出入口                             | 阪神高速2号淀川左岸線（事業中区間） | 事業中 | 大阪市 | 北区   |
| 新淀川大橋                             | -                                   | 淀川を渡る | 大阪市 | 北区   |
| 新淀川大橋                             | -                                   | 淀川を渡る | 大阪市 | 淀川区 |
| 西中島ランプ                           | 大阪府道16号大阪高槻線              | 南森町方面出入口 | 大阪市 |        |
| 新大阪ランプ                           |                                     | 南森町方面出口・箕面方面出口の新大阪駅に直結しない出口は宮原出口の呼称も 箕面方面出入口・南森町方面出入口 東海道新幹線・山陽新幹線・北方貨物線を跨ぐ | 大阪市 |        |
| 東三国（南）ランプ                     |                                     | 南森町方面出入口 | 大阪市 |        |
| 東三国（北）ランプ                     |                                     | 箕面方面出入口 | 大阪市 |        |
| 十八条大橋                             | -                                   | 神崎川を渡る | 大阪市 |        |
| 江坂ランプ                             | 国道479号（内環状線）               | 南森町方面出入口 | 吹田市 | 吹田市 |
| この間で名神高速道路をくぐる           |                                     | | 吹田市 | 吹田市 |
| 緑地公園ランプ                         |                                     | 両方向出入口 | 豊中市 | 豊中市 |
| 春日ランプ                             |                                     | 両方向出入口 | 吹田市 | 吹田市 |
| 桃山台ランプ                           | 大阪府道135号豊中摂津線・桃山台駅   | 両方向出入口 | 吹田市 | 吹田市 |
| 千里IC                                 | 大阪府道2号大阪中央環状線           | | 豊中市 | 豊中市 |
| 新千里ランプ                           | 千里アートロード                    | 箕面方面出入口 | 豊中市 | 豊中市 |
| 箕面船場ランプ                         | 小野原豊中線                        | 南森町方面出入口 | 箕面市 | 箕面市 |
| 萱野南ランプ                           | 国道171号                           | 南森町方面出入口 | 箕面市 | 箕面市 |
| 萱野北ランプ                           | 国道171号                           | 箕面グリーンロード方面出入口 高架区間北端 | 箕面市 | 箕面市 |
| 箕面有料道路（箕面グリーンロード）方面 |                                     | |        |        |

## 位置情報
- 千里インターチェンジ付近 北緯34度48分12.40秒 東経135度29分34.07秒 / 北緯34.8034444度 東経135.4927972度